# 肇論
《肇論》，後秦僧肇作，闡釋諸法無自性、不可得空之妙理，全書分為五部份〈宗本義〉、〈物不遷論〉、〈不真空論〉、〈般若無知論〉（附〈劉遺民書問〉及〈答劉遺民書〉）、〈涅槃無名論〉。

## 內容
僧肇好清談，早年師從鳩摩羅什，著作甚多，以《肇论》最为出名。肇论一词最早见于惠达《肇论疏》，事實上是由《宗本义》、《物不迁论》、《不真空论》、《般若无知论》、《涅槃无名论》所組成。
黄忏华在《僧肇》一文稱：“《宗本义》从缘生无性谈实相，《不真空论》从立处皆真谈本体，《物不迁论》依即动即静谈体用一如，《般若无知论》谈体用的关系，都是有所发挥而互相联系之作”。一般而言，《般若无知论》讲“智空”，《不真空论》和《物不迁论》讲“法空”，《涅槃无名论》讲“智法俱同一空”的“果空”，僧肇被喻為“解空”第一。
〈宗本義〉，就文義、句法及內容而論，疑非僧肇手筆。〈涅槃無名論〉亦見疑，湯用彤、方立天、石峻等人皆以〈涅槃無名論〉是偽作，湯用彤《漢魏兩晉南北朝佛教史》下：“《涅槃無名論》頗有疑點，或非僧肇所作。” 不過，橫超慧日著〈涅槃無名論及其背景〉，徐文明著〈涅槃無名論真偽辨〉，提出相反的論據，認定此論確爲僧肇晚年之作。對其真偽學術界看法不一。
今本《肇論》篇次為〈不遷〉、〈不真〉、〈無知〉、〈無名〉。現存惠達《肇論疏》的篇次為〈無名〉、〈不真〉、〈無知〉、〈不遷〉，不過依惠達註文中所述，其次序應為〈無名〉、〈無知〉、〈不遷〉、〈不真〉，今本蓋於傳抄中產生錯亂。而按照《高僧傳》，其撰寫年代依序為〈無知〉、〈不遷〉、〈不真〉、〈無名〉。

## 註解
現存的古代註解有南北朝惠達《肇論疏》二卷。唐朝元康（三論宗）《肇论疏》三卷。宋朝淨源（華嚴宗）《肇論中吳集解》三卷及《肇論集解令模鈔》二卷，圓義遵式（雲門宗）作《肇論注疏》六卷，悟初道全《夢庵和尚節釋肇論》二卷。元朝文才（華嚴宗）有《肇論新疏》三卷和《肇论新疏游刃》三卷。明朝憨山德清《肇論略注》六卷。
明末有關《肇論》的研究，集中於〈物不遷論〉之論辯，乃起因於憨山與鎮澄討論清涼澄觀〈物不遷論〉之評論而起。相關著作有空印鎮澄《物不遷正量論》，蓮池祩宏《竹窗隨筆·物不遷論駁》，幻居真界《物不遷論辯解》、道衡《物不遷正量論證》、憨山德清《肇論略注》等。
現代註釋有單培根(1917—1995)的《肇論淺釋》，刊登於《內明》、張春波的《肇論校釋》，中華書局出版。

## 影響
佛教般若学“六家七宗”之說，很明顯是受到老莊玄學等传统思想影响的结果，人们对般若性空学说的理解，多流于片面，不夠精確。《肇论》是佛学中國化的代表作，結合了中國的老子與莊子思想，又以《维摩》、《般若》、《三論》为宗。僧肇的佛学思想都是围绕着解般若学的“空”展开的。《肇論》以般若中道之觀點來闡述大乘佛教“般若性空”的思想，批六家七宗中的本无、即色和心无三家。隐士刘遗民对僧肇的《般若无知论》极为推崇，弘始十二年（410年）刘遗民致函僧肇稱“才运清俊，旨中沈允。推步圣文，婉然有归，披味殷勤，不能释手，真可谓浴心方渊，悟怀绝冥之肆，穷尽精巧，无所间然”。
僧肇的《肇论》是在佛教的基础上对玄佛合流進行批判，一方面將玄學的成就推展至高峰，一另方面又标志着玄佛合流的终结，從此老莊思想在佛學中徹底消失，中原高僧多不願再附會於老莊。
南朝宋明帝时期，陆澄编有《法论目录》，著录《肇论》四篇，《不真空论》归于“法性集”、《涅槃无名论》归于“觉性集”、《般若无知论》归于“般若集”、《物不迁论》归于“物理集”。慧晈撰《高僧传》，介紹僧肇的生平，大量引用《涅槃无名论》。

## 外部連結
- 塚本善隆著，邱敏捷譯：〈《肇論》在佛教史上的意義 （页面存档备份，存于）〉。
- 牧田諦亮著，釋依觀譯：〈關於肇論之流傳（上） （页面存档备份，存于）〉
- 牧田諦亮著，釋依觀譯：〈關於肇論之流傳（下） （页面存档备份，存于）〉
- 江燦騰：〈晚明〈物不遷論〉的諍辯研究─諸家的意見與空印鎮澄的答辯 （页面存档备份，存于）〉